# Club Deportivo Libertad de Sunchales
Il Club Deportivo Libertad, meglio conosciuto come Libertad de Sunchales, è una polisportiva di Sunchales, in Argentina, fondata in data 25 maggio 1910. La sezione più importante è quella relativa alla pallacanestro maschile.

## Pallacanestro
La squadra di pallacanestro milita attualmente nella massima serie, la LNB, e disputa le proprie gare interne presso il palasport "Hogar de Los Tigres". Nella stagione 2007-08 la squadra ha vinto lo scudetto argentino e la Liga Sudamericana, manifestazione continentale già vinta nel 2002.

## Calcio
La sezione calcistica del club partecipa invece in campionati regionali: nel torneo di clausura 2007 ci fu la promozione dalla quarta alla terza serie, chiamata Torneo Argentino A.

## Palmarès
- Campionato argentino di pallacanestro maschile: 1
2007-08
- Liga Sudamericana de Clubes: 2
2002, 2007
- Torneo Súper 8: 2
2005, 2007